# Stepok (rejon berdyczowski)
Stepok (ukr. Степок) – wieś na Ukrainie, w obwodzie żytomierskim, w rejonie berdyczowskim. W 2001 liczyła 166 mieszkańców.